# La llave de mi corazón
La llave de mi corazón es el título del décimo álbum de estudio grabado por el cantautor y músico dominicano Juan Luis Guerra y su grupo 4.40. Fue lanzado al mercado por la empresa discográfica EMI Televisa Music el 20 de marzo de 2007.
El álbum, según el propio Juan Luis Guerra, es el más romántico que ha hecho desde Bachata rosa (1990) con la empresa discográfica Karen Records y cuenta con ritmos muy caribeños, como mambo, merengues, bachatas, salsas y baladas románticas. Además incluye 2 canciones en inglés, una de ellas es "Something good"  a dúo con la vocalista italiana Chiara Civello y la otra "Medicine for my soul", una versión en inglés de "La llave de mi corazón". Con esto, Juan Luis se proponía hacer el 'crossover' hacia el público angloparlante.

## Lista de canciones
- Todas las canciones escritas y compuestas por Juan Luis Guerra.

| La llave de mi corazón |                                             |                  |          |  |
| N.º                    | Título                                      | Escritor(es)     | Duración |  |
| 1.                     | «Medicine for my Soul»                      | Juan Luis Guerra | 3:16     |  |
| 2.                     | «La travesía»                               | Juan Luis Guerra | 3:25     |  |
| 3.                     | «Te contarán»                               | Juan Luis Guerra | 4:05     |  |
| 4.                     | «Qué me des tu cariño»                      | Juan Luis Guerra | 3:30     |  |
| 5.                     | «Cómo yo»                                   | Juan Luis Guerra | 3:26     |  |
| 6.                     | «Si tú no bailas conmigo»                   | Juan Luis Guerra | 2:43     |  |
| 7.                     | «Sólo tengo ojos para tí»                   | Juan Luis Guerra | 3:21     |  |
| 8.                     | «Amores» (a dúo con El Prodigio)            | Juan Luis Guerra | 3:26     |  |
| 9.                     | «Cancioncita de amor»                       | Juan Luis Guerra | 3:50     |  |
| 10.                    | «Sabia manera»                              | Juan Luis Guerra | 3:57     |  |
| 11.                    | «La llave de mi corazón»                    | Juan Luis Guerra | 3:16     |  |
| 12.                    | «Something Good» (a dúo con Chiara Civello) | Juan Luis Guerra | 4:03     |  |
| 44:53                  |                                             |                  |          |  |

| Bonus track |             |                  |          |  |
| N.º         | Título      | Escritor(es)     | Duración |  |
| 1.          | «A la vera» | Juan Luis Guerra | 2:51     |  |
| 47:43       |             |                  |          |  |

| Edición especial |                                                 |                  |          |  |
| N.º              | Título                                          | Escritor(es)     | Duración |  |
| 1.               | «Medicine for my Soul» (a dúo con Taboo)        | Juan Luis Guerra | 3:16     |  |
| 2.               | «La llave de mi corazón» (Versión en portugués) | Juan Luis Guerra | 3:16     |  |
| 54:15            |                                                 |                  |          |  |

| Edición brasileña |                                                   |                  |          |  |
| N.º               | Título                                            | Escritor(es)     | Duración |  |
| 1.                | «Que Me Dê O Seu Carinho» (A dúo con Tânia María) | Juan Luis Guerra | 3:34     |  |
| 2.                | «A Travessia» (A dúo con Daniela Mercury)         | Juan Luis Guerra | 3:27     |  |
| 61:16             |                                                   |                  |          |  |

## Premiaciones
En la 8°. entrega de los Premios Grammy Latinos, celebrada el jueves 8 de noviembre de 2007, el álbum ganó seis categorías en las que fue nominado en los Premios Grammy Latinos: «Álbum del Año», «Canción del Año», «Grabación del Año», «Mejor Álbum de Merengue», «Mejor Canción Tropical» y «Mejor Ingeniería de Grabación» (este último conferido a los ingenieros de sonido del disco).
Además ganó el Premio Grammy al Mejor Álbum Latino Tropical Tradicional en la 50°. entrega anual de los Premios Grammy, celebrada el domingo 10 de febrero de 2008.

## Posicionamiento en las listas
| Lista (2007)                    | Máxima posición |
| ------------------------------- | --------------- |
| Argentina Albums Chart          | 3               |
| Chile Albums Chart              | 2               |
| Dominican Republic Albums Chart | 1               |
| Dutch Albums Chart              | 77              |
| Ecuadorian Albums Chart         | 8               |
| México AMPROFON Albums Charts   | 63              |
| Peruvian Albums Chart           | 3               |
| Spain PROMUSICAE Albums Charts  | 12              |
| U.S. Billboard 200              | 77              |
| U.S. Billboard Top Latin Albums | 1               |
| U.S. Billboard Tropical Albums  | 1               |
| Venezuelan Albums (Recorland)   | 4               |

### Sucesión y posicionamiento
| Predecesor: La historia continúa... parte III de Marco Antonio Solís | U.S. Billboard Top Latin Albums — Álbum N°. 1 7 de abril de 2007 - 13 de abril de 2007 | Sucesor: Como ama una mujer de Jennifer López |

| Predecesor: K.O.B. Live de Aventura | U.S. Billboard Tropical Albums — Álbum N°. 1 (Primera vuelta) 7 de abril de 2007 - 11 de mayo de 2007 | Sucesor: K.O.B. Live de Aventura |
| Predecesor: K.O.B. Live de Aventura | U.S. Billboard Tropical Albums — Álbum N°. 1 (Segunda vuelta) 26 de mayo de 2007 - 1 de junio de 2007 | Sucesor: K.O.B. Live de Aventura |

## Gira mundial: La Travesía Tour
En julio de 2008 inicia su gira mundial "Travesía Tour" en Estados Unidos con gran éxito visitando Miami, Orlando, Atlanta, Nueva York, Santa Ynez, Los Ángeles y San Juan de Puerto Rico. En agosto de 2008 continúa la gira en Europa extendiéndose hasta septiembre de 2008, visitando en España, La Coruña, Valencia, las Islas Canarias (Gran Canaria, Lanzarote y Tenerife), Zaragoza, luego Ámsterdam en Holanda, Estocolmo en Suecia y Drammen en Noruega, continuando en España con Barcelona, Madrid y Valladolid, finalizando en París en el famoso teatro L'Olympia.
El jueves 27 de noviembre de 2008, Juan Luis Guerra ofreció un gran concierto en el Figali Convention Center (FCC) en Amador, denominado “Un homenaje a las madres: Juan Luis Guerra y los 4.40 en Panamá”
En diciembre cantó exitosamente en Costa Rica y Guatemala y cerró el año con conciertos en El Salvador y Venezuela.
En 2009 continuó la "Travesía Tour" y el primer concierto fue el sábado 14 de febrero de 2009 en República Dominicana. Allí convocaron unas 50 mil personas al Estadio Olímpico de Santo Domingo. En abril de 2009 llega a Chile ofreciendo conciertos en Santiago y La Serena. Ese mes lo finaliza en Colombia con un concierto en Medellín. En mayo de 2009 brindó conciertos en Valledupar y Bogotá. 
En junio de 2009 retornó a Estados Unidos y se presentó en el Hard Rock Live en Hollywood, Florida y en el Radio City Music Hall de Nueva York.
En agosto de 2009 Juan Luis Guerra materializó uno de sus grandes sueños, cantar en Japón; se presentó junto a su grupo 440 en Fukuoka y Tokio. En conferencia de prensa confesó que se sintió emocionado al ver como los japoneses cantaban y coreaban sus canciones. Guerra finalizó el mes presentándose en la isla caribeña de Curazao.
El último trimestre de 2009 lo vio hacer conciertos en Argentina, Paraguay, México y Holanda, donde cerró su "La Travesía Tour" que lo mantuvo en gira durante año y medio por todo el mundo.